# Swing (baile)

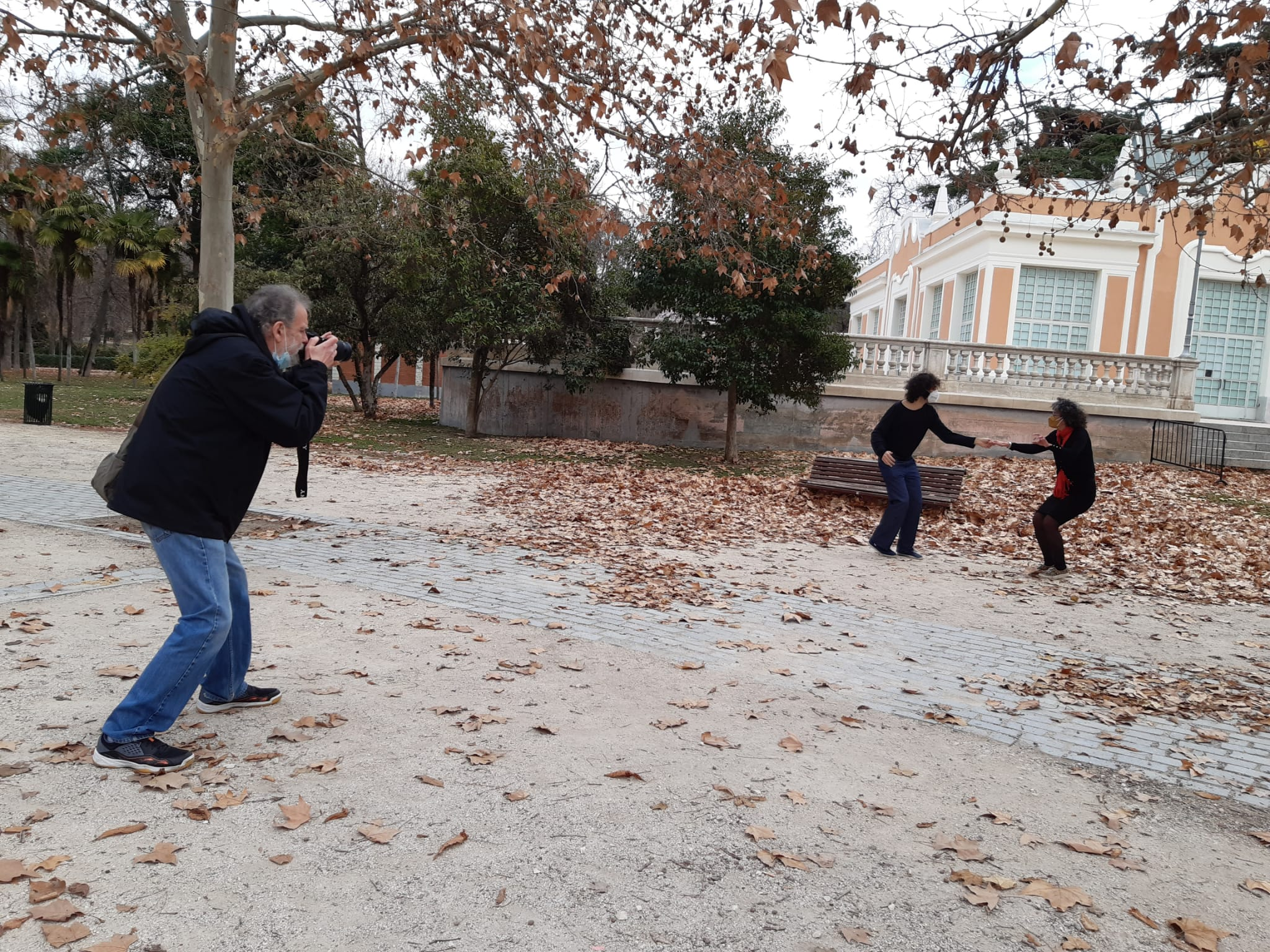
Pareja bailando Lindy hop

El swing es un grupo de bailes sociales que se desarrolló con el estilo swing de la música jazz en las décadas de 1920 y 1940, mientras que los orígenes de cada baile son anteriores a la popular "era del swing". Se desarrollaron cientos de estilos de baile swing; los que han sobrevivido más allá de esa era incluyen al Lindy Hop, el Balboa, el  Collegiate Shag y el charlestón. Hoy en día, el más conocido de estos bailes es el Lindy Hop, que se originó en Harlem a principios de la década de 1930. Si bien la mayoría de los bailes de swing comenzaron en las comunidades afroamericanas como bailes afroamericanos vernáculos, algunos bailes influenciados de la era del swing, como Balboa, se desarrollaron fuera de estas comunidades.
El término «baile swing» no se usó comúnmente para identificar un grupo de bailes hasta la segunda mitad del siglo XX. Históricamente, el término swing se refería al estilo de la música jazz, que inspiró la evolución del baile. El término Jitterbug (literalmente, «bicho nervioso») es utilizado para referirse a cualquier forma de baile swing, aunque a menudo se usa como sinónimo del derivado de Lindy Hop de seis tiempos llamado "East Coast Swing". También era común usar la palabra para identificar un tipo de bailarín (es decir, un bailarín de swing). Un "jitterbug" puede preferir bailar Lindy Hop, Shag o cualquiera de los otros bailes de swing. El término se asoció con el cantante de la era del swing, Cab Calloway, porque, como él mismo dijo, «[Los bailarines] parecen un montón de jitterbugs en el suelo debido a sus movimientos rápidos y a menudo saltones».
El término «baile swing» a menudo se amplía para incluir otros bailes que no tienen ciertas características de los bailes swing tradicionales: el west coast swing, el Carolina shag, East Coast Swing, Hand Dancing, Jive, Rock and roll, Modern Jive y otros bailes desarrollados durante la década de 1940 y después. Una fuerte tradición de boogie woogie y Rock and roll social y competitivo en Europa agrega estos bailes a sus culturas locales de baile swing.